# Rhabdastrella aurora
Rhabdastrella aurora är en svampdjursart som först beskrevs av Jörn Hentschel 1909.  Rhabdastrella aurora ingår i släktet Rhabdastrella och familjen Ancorinidae. Utöver nominatformen finns också underarten R. a. arenosa.